# Amegilla pagdeni
Amegilla pagdeni es una especie de abeja excavadora perteneciente al género Amegilla, categorizada en la tribu Anthophorini, de la subfamilia Apinae.
Fue descrita científicamente por Lieftinck en 1956. Aparece registrada y publicada en una sección de Ascher, J. S. and J. Pickering. 01 February, 2020. Discover Life bee species guide and world checklist (Hymenoptera: Apoidea: Anthophila) de 2020.

## Distribución
La especie se distribuye por Asia, en Malasia, en la ciudad de Kuala Lumpur.